# Sarothrura affinis
Sarothrura affinis е вид птица от семейство Sarothruridae.

## Разпространение
Видът е разпространен в Замбия, Зимбабве, Кения, Лесото, Малави, Мозамбик, Судан, Свазиленд, Танзания, Южна Африка и Южен Судан.